# جيف ستون (سياسي)
جيف ستون (بالإنجليزية: Jeff Stone)‏ هو شخصية أعمال وسياسي أمريكي، ولد في 28 يناير 1961 في توبيكا في الولايات المتحدة. حزبياً، نشط في الحزب الجمهوري. وقد انتخب عضو جمعية ولاية ويسكونسن.